# Title Transfer Facility

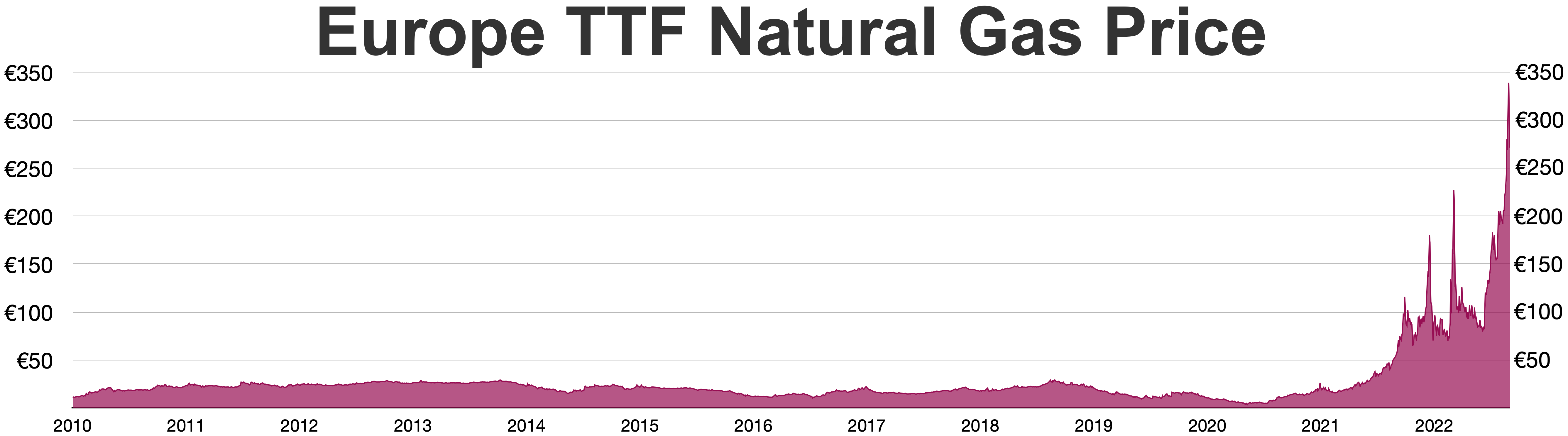
Europa TTF gas natural

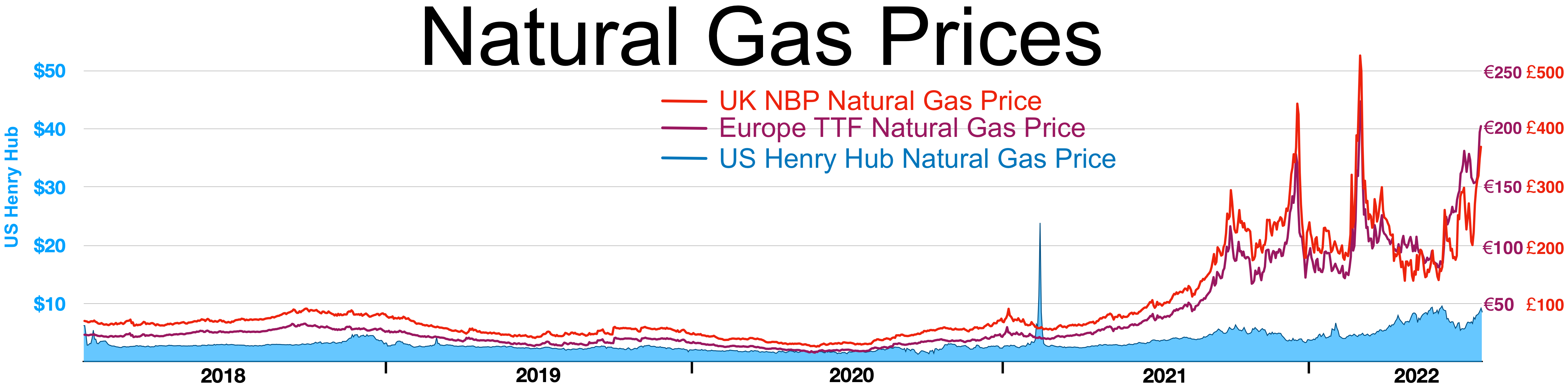
Precios del gas natural en Europa y Estados Unidos
Precios del gas natural del National Balancing Point NBP (Reino Unido)
Precios del gas natural en Europa TTF
Precios del gas natural en Estados Unidos Henry Hub

La Title Transfer Facility (que se puede traducir por Facilidad de Transferencia de Títulos), más generalmente conocida como TTF, es un punto de comercio virtual de gas natural en los Países Bajos. Este punto de negociación brinda facilidades para que varios comerciantes en los Países Bajos negocien futuros, operaciones físicas y de intercambio. Establecido por Gasunie en 2003, es casi idéntico al National Balancing Point (NBP) del Reino Unido y permite comercializar gas dentro de la Red de Gas Holandesa. El TTF es operado por una subsidiaria independiente de Gasunie, Gasunie Transport Services B.V., que es el Operador del Sistema de Transmisión de Gas en los Países Bajos. El comercio de gas al por mayor en el TTF se lleva a cabo predominantemente en el mercado extrabursátil, a través de corredores interdistribuidores. Los contratos físicos de gas a corto plazo y de futuros de gas también se negocian y gestionan en la Bolsa ICE-Endex (Ámsterdam) y a través de la bolsa PEGAS. El gas en TTF cotiza en euros por megavatio hora.